# Мозякин, Сергей Валерьевич
Серге́й Вале́рьевич Мозя́кин (род. 30 марта 1981, Ярославль) — российский хоккеист, левый нападающий. Олимпийский чемпион 2018 года и двукратный чемпион мира (2008, 2009). Двукратный обладатель Кубка Гагарина (2014, 2016), лучший снайпер и второй бомбардир в истории КХЛ. Обладатель многих рекордов российского хоккея. Заслуженный мастер спорта России (2009).

## Биография
Родился в Ярославле, хоккеем стал заниматься ещё в дошкольном возрасте. Первоначально хотел как и его кумир Владислав Третьяк стать вратарём, однако благодаря тому, что научился развивать приличную скорость, а также при быстром темпе делать сложные манёвры, его опытный тренер настраивал своего воспитанника на позицию нападающего. К 17 годам уже играл за молодёжную команду ярославского «Торпедо», где его способности заметили даже в Северной Америке и в 1999 году пригласили в клуб главной юниорской хоккейной лиги Квебека «Валь-д’Ор Форёрз», однако за команду провёл всего 4 матча и в том же году вернулся в Россию, где подписал контракт с ЦСКА. Стал в команде лидером, был её капитаном. Особенно удачным вышел сезон 2005/06. ЦСКА впервые за долгое время сумел пробиться в плей-офф, а Мозякин стал лучшим бомбардиром регулярного сезона чемпионата, набрав 52 очка (20+32). Перешёл в клуб «Химик» (который вскоре был переименован в «Атлант»), в 2011 году помог команде добраться до финала Кубка Гагарина, где сильнее оказался «Салават Юлаев».

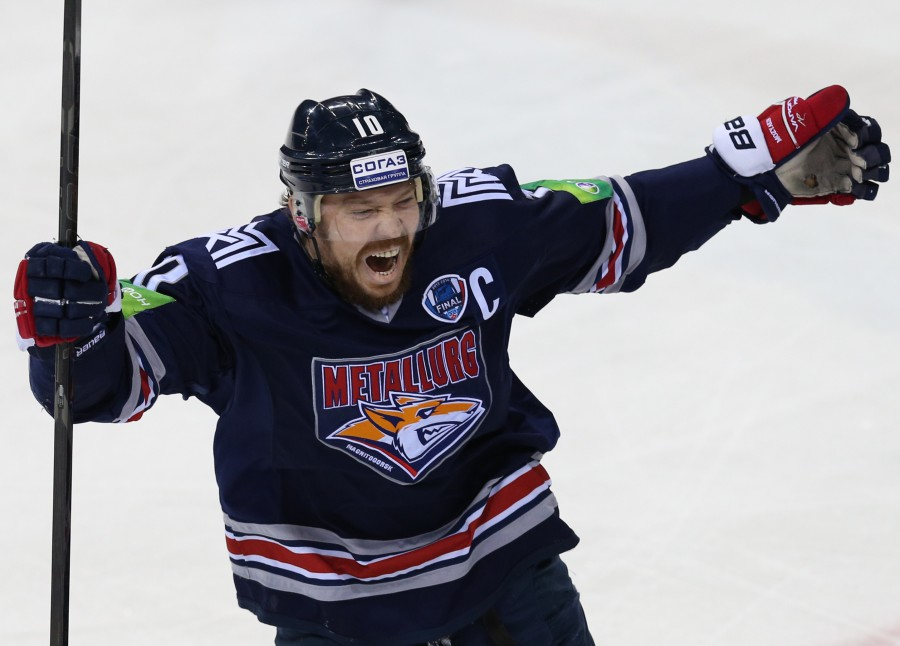
2014 год

В 2011 году подписал контракт с одним из фаворитов КХЛ магнитогорским «Металлургом». В этой команде добился наибольших успехов: трижды становился лучшим бомбардиром и снайпером регулярного чемпионата, а также дважды признавался самым ценным игроком плей-офф. Кроме этого дважды команда Мозякина выигрывала Кубок Гагарина.
Успешная игра на клубном уровне позволила Мозякину регулярно вызываться в сборную России, в составе которой он принимал участие в восьми чемпионатах мира (в 2017 году в качестве капитана) и стал двукратным чемпионом мира.
В ходе президентских выборов 2018 года вошёл в состав движения «Putin Team», выступавшего в поддержку Владимира Путина. Чемпион зимних Олимпийских играх в Пхёнчхане 2018 года. В 6 матчах на турнире 37-летний Мозякин набрал 4 очка (1+3).
5 июля 2021 года завершил карьеру.
2 августа 2022 года вернулся в «Металлург» на должность директора по развитию детского хоккея. В тренерском штабе «Металлурга» работал с 31 октября 2023 года по 30 мая 2024.

## Рекорды
- Рекорд чемпионатов страны по набранным очкам (1212)
- Рекорд чемпионатов страны по заброшенным шайбам (556)
- Рекорд чемпионатов страны по голевым передачам (656)
- Рекорд чемпионатов страны по победным шайбам (128)
- Рекорд (подобного не было даже в НХЛ) чемпионатов страны по проценту победных шайб от общего количества за карьеру (23,02 %)
- Рекорд регулярных чемпионатов страны по набранным очкам (1024)
- Рекорд регулярных чемпионатов страны по заброшенным шайбам (479)
- Рекорд регулярных чемпионатов страны по голевым передачам (545)
- Рекорд плей-офф чемпионатов страны по набранным очкам (188)
- Рекорд плей-офф чемпионатов страны по заброшенным шайбам (77)
- Рекорд плей-офф чемпионатов страны по голевым передачам (111)
- Рекорд КХЛ по набранным очкам (928)
- Рекорд КХЛ по заброшенным шайбам (419)
- Рекорд КХЛ по победным шайбам (89)
- Рекорд КХЛ по шайбам, заброшенным в равных составах (265)
- Рекорд КХЛ по шайбам, заброшенным в большинстве (150)
- Рекорд КХЛ по шайбам, заброшенным в овертаймах (16)
- Рекорд КХЛ по среднему показателю заброшенных шайб за игру в карьере (0,5)
- Рекорд КХЛ по количеству бросков по воротам (2732)
- Рекорд КХЛ по показателю «+» по системе «+/-» (680)
- Рекорд регулярных чемпионатов КХЛ по заброшенным шайбам (351)
- Рекорд регулярных чемпионатов КХЛ по победным шайбам (65)
- Рекорд регулярных чемпионатов КХЛ по шайбам, заброшенным в равных составах (220)
- Рекорд регулярных чемпионатов КХЛ по шайбам, заброшенным в большинстве (129)
- Рекорд регулярных чемпионатов КХЛ по среднему показателю заброшенных шайб за игру в карьере (0,5)
- Рекорд регулярных чемпионатов КХЛ по количеству бросков по воротам (2231)
- Рекорд плей-офф КХЛ по набранным очкам (172)
- Рекорд плей-офф КХЛ по заброшенным шайбам (68)
- Рекорд плей-офф КХЛ по шайбам, заброшенным в равных составах (45)
- Рекорд плей-офф КХЛ по шайбам, заброшенным в овертаймах (10)
- Рекорд плей-офф КХЛ по голевым передачам (104)
- Рекорд плей-офф КХЛ по победным шайбам (24)
- Рекорд плей-офф КХЛ по количеству бросков по воротам (501)
- Рекорд плей-офф КХЛ по показателю «+» по системе «+/-» (116)
- Рекорд плей-офф КХЛ по показателю «-» по системе «+/-» (92)
- Рекорд в клубе (Металлург Магнитогорск) по набранным очкам (693)
- Рекорд в клубе (Металлург Магнитогорск) по заброшенным шайбам (320)
- Рекорд в клубе (Металлург Магнитогорск) по голевым передачам (373)
- Рекорд в клубе (Металлург Магнитогорск) по победным шайбам (65)
- Рекорд в клубе (Металлург Магнитогорск) по шайбам, заброшенным в равных составах (197)
- Рекорд в клубе (Металлург Магнитогорск) по шайбам, заброшенным в большинстве (121)
- Рекорд в клубе (Металлург Магнитогорск) по шайбам, заброшенным в овертаймах (12)
- Рекорд в клубе (Металлург Магнитогорск) по показателю полезности (+125)
- Рекорд в клубе (Металлург Магнитогорск) по показателю «+» по системе «+/-» (521)
- Рекорд в клубе (Металлург Магнитогорск) по показателю «-» по системе «+/-» (396)
- Рекорд в клубе (Металлург Магнитогорск) по количеству бросков по воротам (2076)
- Рекорд в клубе (Металлург Магнитогорск) по количеству фолов, заработанных соперником на себе (179)
- Рекорд в клубе (Металлург Магнитогорск) по среднему показателю набранных очков за игру в карьере (1,08)
- Рекорд в клубе (Металлург Магнитогорск) по среднему показателю заброшенных шайб за игру в карьере (0,5)
- Рекорд в клубе (Металлург Магнитогорск) по среднему показателю голевых передач за игру в карьере (0,6)
- Рекорд регулярных чемпионатов в клубе (Металлург Магнитогорск) по набранным очкам (553)
- Рекорд регулярных чемпионатов в клубе (Металлург Магнитогорск) по заброшенным шайбам (263)
- Рекорд регулярных чемпионатов в клубе (Металлург Магнитогорск) по голевым передачам (290)
- Рекорд регулярных чемпионатов в клубе (Металлург Магнитогорск) по победным шайбам (44)
- Рекорд регулярных чемпионатов в клубе (Металлург Магнитогорск) по шайбам, заброшенным в равных составах (158)
- Рекорд регулярных чемпионатов в клубе (Металлург Магнитогорск) по шайбам, заброшенным в большинстве (104)
- Рекорд регулярных чемпионатов в клубе (Металлург Магнитогорск) по показателю полезности (+95)
- Рекорд регулярных чемпионатов в клубе (Металлург Магнитогорск) по показателю «+» по системе «+/-» (421)
- Рекорд регулярных чемпионатов в клубе (Металлург Магнитогорск) по показателю «-» по системе «+/-» (326)
- Рекорд регулярных чемпионатов в клубе (Металлург Магнитогорск) по количеству бросков по воротам (1684)
- Рекорд регулярных чемпионатов в клубе (Металлург Магнитогорск) по количеству фолов, заработанных соперником на себе (139)
- Рекорд регулярных чемпионатов в клубе (Металлург Магнитогорск) по среднему показателю набранных очков за игру в карьере (1,06)
- Рекорд регулярных чемпионатов в клубе (Металлург Магнитогорск) по среднему показателю заброшенных шайб за игру в карьере (0,5)
- Рекорд регулярных чемпионатов в клубе (Металлург Магнитогорск) по среднему показателю голевых передач за игру в карьере (0,56)
- Рекорд плей-офф в клубе (Металлург Магнитогорск) по набранным очкам (140)
- Рекорд плей-офф в клубе (Металлург Магнитогорск) по заброшенным шайбам (57)
- Рекорд плей-офф в клубе (Металлург Магнитогорск) по голевым передачам (83)
- Рекорд плей-офф в клубе (Металлург Магнитогорск) по победным шайбам (21)
- Рекорд плей-офф в клубе (Металлург Магнитогорск) по шайбам, заброшенным в равных составах (39)
- Рекорд плей-офф в клубе (Металлург Магнитогорск) по шайбам, заброшенным в большинстве (17)
- Рекорд плей-офф в клубе (Металлург Магнитогорск) по шайбам, заброшенным в овертаймах (10)
- Рекорд плей-офф в клубе (Металлург Магнитогорск) по показателю «+» по системе «+/-» (100)
- Рекорд плей-офф в клубе (Металлург Магнитогорск) по показателю «-» по системе «+/-» (70)
- Рекорд плей-офф в клубе (Металлург Магнитогорск) по количеству бросков по воротам (392)
- Совладелец (Филипп Майе) рекорда плей-офф в клубе (Металлург Магнитогорск) по среднему количеству бросков по воротам за игру (3,2)
- Рекорд плей-офф в клубе (Металлург Магнитогорск) по количеству фолов, заработанных соперником на себе (40)
- Рекорд плей-офф в клубе (Металлург Магнитогорск) по среднему показателю набранных очков за игру в карьере (1,1)
- Рекорд плей-офф в клубе (Металлург Магнитогорск) по среднему показателю заброшенных шайб за игру в карьере (0,46)
- Рекорд плей-офф в клубе (Металлург Магнитогорск) по среднему показателю голевых передач за игру в карьере (0,67)
- Рекорд чемпионатов страны по набранным очкам в одном сезоне (109)
- Рекорд чемпионатов страны по заброшенным шайбам в одном сезоне (55)
- Рекорд плей-офф чемпионатов страны по набранным очкам в одном сезоне (33)
- Рекорд плей-офф чемпионатов страны по победным шайбам в одном сезоне (8)
- Рекорд (подобного не было даже в НХЛ) плей-офф чемпионатов страны по заброшенным шайбам в овертаймах в одном сезоне (4)
- Совладелец (Крис Ли) рекорда плей-офф чемпионатов страны по голевым передачам в одном сезоне (20)
- Рекорд КХЛ по среднему показателю заброшенных шайб за матч в одном сезоне (0,7)
- Рекорд КХЛ по победным шайбам в одном сезоне (13)
- Рекорд КХЛ по шайбам, заброшенным в большинстве в одном сезоне (25)
- Рекорд регулярных чемпионатов КХЛ по заброшенным шайбам в одном сезоне (48)
- Рекорд регулярных чемпионатов КХЛ по шайбам, заброшенным в большинстве в одном сезоне (22)
- Рекорд регулярных чемпионатов КХЛ по среднему показателю заброшенных шайб за матч в одном сезоне (0,8)
- Совладелец (Патрик Торесен) рекорда регулярных чемпионатов КХЛ по продолжительности серии матчей с набранными очками в одном сезоне (16)
- Рекорд регулярных чемпионатов КХЛ по набранным очкам в рамках одной результативной серии матчей в одном сезоне (30)
- Рекорд плей-офф КХЛ по показателю полезности в одном сезоне (+14)
- Совладелец (Павол Демитра) рекорда плей-офф КХЛ по продолжительности серии матчей с набранными очками в одном сезоне (12)
- Рекорд плей-офф КХЛ по продолжительности серии матчей с заброшенными шайбами в одном сезоне (6)
- Рекорд плей-офф КХЛ по продолжительности серии матчей с голевыми передачами в одном сезоне (8)
- Рекорд плей-офф КХЛ по набранным очкам в одной результативной серии матчей в одном сезоне (23)
- Рекорд плей-офф КХЛ по заброшенным шайбам в одной результативной серии матчей в одном сезоне (6)
- Совладелец (Ян Коварж) рекорда плей-офф КХЛ по показателю полезности в одной финальной серии (+8)
- Рекорд регулярных чемпионатов страны по количеству сезонов, в которых становился лучшим снайпером (5)
- Рекорд регулярных чемпионатов КХЛ по количеству сезонов, в которых становился лучшим бомбардиром (6)
- Рекорд регулярных чемпионатов КХЛ по количеству сезонов, в которых становился лучшим снайпером (4)
- Рекорд чемпионатов страны по количеству сезонов, в которых набирал не менее 100 очков (2)
- Рекорд чемпионатов страны по количеству сезонов, в которых набирал не менее 90 очков (3)
- Рекорд чемпионатов страны по количеству сезонов, в которых набирал не менее 80 очков (6)
- Рекорд чемпионатов страны по количеству сезонов, в которых набирал не менее 70 очков (7)
- Рекорд чемпионатов страны по количеству сезонов, в которых набирал не менее 60 очков (10)
- Рекорд чемпионатов страны по количеству сезонов, в которых набирал не менее 50 очков (13)
- Совладелец (Алексей Морозов, Александр Радулов) рекорда регулярных чемпионатов страны по количеству сезонов, в которых набирал не менее 80 очков (1)
- Рекорд регулярных чемпионатов страны по количеству сезонов, в которых набирал не менее 70 очков (4)
- Рекорд регулярных чемпионатов страны по количеству сезонов, в которых набирал не менее 60 очков (9)
- Рекорд регулярных чемпионатов страны по количеству сезонов, в которых набирал не менее 50 очков (12)
- Рекорд плей-офф КХЛ по количеству сезонов, в которых набирал не менее 20 очков (4)
- Рекорд чемпионатов страны по количеству сезонов, в которых забрасывал не менее 40 шайб (4)
- Рекорд чемпионатов страны по количеству сезонов, в которых забрасывал не менее 30 шайб (9)
- Рекорд чемпионатов страны по количеству сезонов, в которых забрасывал не менее 20 шайб (15)
- Рекорд регулярных чемпионатов страны по количеству сезонов, в которых забрасывал не менее 20 шайб (14)
- Рекорд КХЛ, забросив не менее 50 шайб за сезон (1)
- Рекорд КХЛ по количеству сезонов, в которых забрасывал не менее 40 шайб (3)
- Рекорд КХЛ по количеству сезонов, в которых забрасывал не менее 30 шайб (7)
- Рекорд КХЛ по количеству сезонов, в которых забрасывал не менее 20 шайб (11)
- Рекорд регулярных чемпионатов КХЛ, забросив не менее 40 шайб за сезон (1)
- Рекорд регулярных чемпионатов КХЛ по количеству сезонов, в которых забрасывал не менее 30 шайб (5)
- Рекорд регулярных чемпионатов КХЛ по количеству сезонов, в которых забрасывал не менее 20 шайб (10)
- Совладелец (Александр Радулов) рекорда чемпионатов страны по количеству выигранных призов «Золотая клюшка» (4)
- Совладелец (Александр Радулов) рекорда КХЛ по количеству выигранных призов «Золотая клюшка» (4)
- Совладелец (Максим Сушинский, Алексей Морозов, Александр Ерёменко) рекорда чемпионатов страны по количеству выигранных титулов MVP плей-офф (2)
- Совладелец (Александр Ерёменко) рекорда КХЛ по количеству выигранных титулов MVP плей-офф (2)
- Рекорд чемпионатов страны по количеству выигранных призов «Золотой шлем» (7)
- Совладелец (Александр Радулов) рекорда КХЛ по количеству выигранных призов «Золотой шлем» (6)
- Рекорд чемпионатов страны по количеству выигранных призов «Джентльмен на льду» (7)
- Рекорд КХЛ по количеству выигранных призов «Джентльмен на льду» (6)
- Рекорд по количеству Матчей Звёзд (12)
- Рекорд по набранным очкам в Матчах Звёзд (39)
- Рекорд по заброшенным шайбам в Матчах Звёзд (29)
- Рекорд по количеству Матчей Звёзд КХЛ (11)
- Рекорд по набранным очкам в Матчах Звёзд КХЛ (36)
- Рекорд по заброшенным шайбам в Матчах Звёзд КХЛ (26)

## Достижения

### Командные
- Олимпийский чемпион 2018 года в составе Олимпийских спортсменов из России
- Чемпион мира: 2008
- Чемпион мира: 2009
- Обладатель Кубка Гагарина: 2014, 2016, 2024[7](Как асс. тренера)
- Серебряный призёр чемпионата КХЛ: 2011, 2017
- Серебряный призёр чемпионата мира: 2010, 2015
- Обладатель бронзы на ЧМ: 2016, 2017
- Победитель Евротура 2005/06 в составе сборной России

### Личные
- Лучший нападающий Евротура 2008/09 в составе сборной России — 4 очка (3+1)
- Лучший бомбардир чемпионата России в сезоне 2005/06 — 52 очка (20+32)
- Лучший бомбардир и снайпер чемпионата России в сезоне 2007/08 — 70 очков (40+30)
- Лучший бомбардир и ассистент регулярного чемпионата КХЛ 2008/09 — 76 очков (34+42)
- Лучший бомбардир регулярного чемпионата КХЛ 2009/10 — 66 очков (27+39)
- Лучший бомбардир и снайпер регулярного чемпионата КХЛ: 2012/13 — 76 очков (35+41), 2013/14 — 73 очка (34+39), 2015/16 — 67 очков (32+35), 2016/17 — 85 очков (48+37)
- Лучший бомбардир и снайпер сборной России на ЧМ-2015 в Чехии — 12 очков (6+6)
- Участник 11 матчей звёзд КХЛ: с 2009 по 2019 год
- MVP плей-офф КХЛ: 2013/14, 2015/16

## Статистика
| Легенда | Легенда                    | Легенда | Легенда                   | Легенда | Легенда    |
| ------- | -------------------------- | ------- | ------------------------- | ------- | ---------- |
| И       | Количество проведённых игр | Штр     | Штрафное время            | +/−     | Плюс-минус |
| Г       | Голы                       | П       | Голевые передачи          | О       | Очки       |
| -       | Статистика неизвестна      | —       | Статистика не учитывалась |         |            |

## Государственные награды
- Орден Дружбы (27 февраля 2018 года) — за высокие спортивные достижения на XXIII Олимпийских зимних играх 2018 года в городе Пхенчхане (Республика Корея), проявленные волю к победе, стойкость и целеустремленность[8].
- Медаль ордена «За заслуги перед Отечеством» II степени (30 июня 2009) — за большой вклад в победу национальной сборной команды России по хоккею на чемпионатах мира в 2008 и 2009 годах[9]

## Семья
Жена Юлия. Имеют семерых детей: пять дочерей — Дарья, Мария, Яна, Елена, Виктория — и двоих сыновей. Сын Андрей — хоккеист, выступавший в МХЛ за команду «Стальные лисы». Вместе с отцом провёл свою единственную смену в матче с «Барысом» 7 февраля 2021 года.